# Шипоші
Ши́поші — село Миргородського району Полтавської області. Населення станом на 2001 рік становило 8 осіб. Входить до Білоцерківської сільської об'єднаної територіальної громади з адміністративним центром у с. Білоцерківка.

## Географія
Село Шипоші знаходиться на відстані до 1 км від сіл Писарівщина та Вишарі.
Віддаль до селища Велика Багачка — 21 км. Найближча залізнична станція Сагайдак — за 29 км.

## Історія
Село Шипоші виникло в другій половині XIX ст. як хутір Остапівської волості Хорольського повіту Полтавської губернії.
За переписом 1900 року Шипошеві хутори Остапівської волості Хорольського повіту Полтавської губернії входили до Балакліївської козацької громади. Вони мали 11 дворів, 103 жителя.
У 1912 році у хуторі Шипошиному Балаклійської волості Хорольського повіту було 198 жителів.
У січні 1918 року в селі розпочалась радянська окупація.
У 1932–1933 роках внаслідок Голодомору, проведеного радянським урядом, у селі загинуло 18 мешканців.
З 14 вересня 1941 по вересень 1943 років Шипоші були окуповані німецькими військами.
Село входило до Балакліївської сільської ради Великобагачанського району.
13 серпня 2015 року шляхом об'єднання Балакліївської, Білоцерківської, Бірківської та Подільської сільських рад Великобагачанського району була утворена Білоцерківська сільська об'єднана територіальна громада з адміністративним центром у с. Білоцерківка.